# 林立仁
林立仁（1913年—1993年），男，祖籍广东潮安，生于吉隆坡，中国航空无线电专家，曾任民航科学研究所通讯导航研究室主任，中国民用航空总局航行司副总工程师、高级工程师。